# リック・レスコーラ
リック・レスコーラ（英語: Rick Rescorla、1939年5月27日 - 2001年9月11日）は、イギリス系アメリカ人の軍人・警察官・教育家・警備専門家である。キプロス非常事態にはイギリス陸軍の空挺兵として、ベトナム戦争にはアメリカ陸軍の嘱託将校として参戦した。陸軍において大佐まで昇進した後、民間企業において警備専門家として勤務した。
モルガン・スタンレーのワールドトレードセンターオフィスにおいて警備部長となっていた当時、ビルに対しての攻撃を予測したことから、2001年9月11日のアメリカ同時多発テロにおいて数千人の命を救った。しかしレスコーラはビルからの避難誘導中に亡くなった。

## 幼少期
1939年5月27日にコーンウォールのヘイルに生まれた:106。その後祖父母と、家政婦や介護職にあった母親によって育てられた。第二次世界大戦中の1943年にヘイルはノルマンディー上陸作戦に備えるアメリカの第29歩兵師団第175歩兵連隊の司令部となっていたため、町にはメリーランド州やバージニア州のアメリカ兵が駐留していた。レスコーラはこのようなアメリカ兵に憧れたため、アメリカ兵になろうと思った。
彼は砲丸投げの学校記録を打ち立てたスポーツマンであり、ボクシングにも熱中していた。イギリス人のボクサーとアメリカ人のボクサーであるタミー・マウリエロの試合が行われると決まった際、周囲はイギリス人のボクサーを応援したが、彼はタミーを応援した。その試合においてはタミーが勝利し、ヘイルではリスコーラのことが「タミー」として知られるようになった。

## 軍人及び警察官

### イギリス陸軍
1956年、16歳となったレスコーラは陸軍へ入るためヘイルを去った。1956年当時のイギリスでは、ナショナルサービスとしても知られる徴兵制が存在しており、全ての若者は2年間兵役に就くものとされていた。しかしレスコーラは志願兵となることとした。志願兵は3年間兵役に就く必要があるものの、徴兵された兵よりも扱いが良いものとされていた。彼は1957年に落下傘連隊へと入隊し空挺兵としての訓練を受け、同年から1960年までキプロス非常事態が発生していたキプロスにおいて、情報部隊に所属していた。

一般功労勲章

この働きによって、レスコーラは一般功労勲章を受章した:90。

### 北ローデシア警察とロンドン警視庁
3年の兵役が終了した後に、北ローデシア警察（現在のザンビア警察）へ3年間の契約で警視として就職し、その期間の経験から強い反共主義者となった。任地においてレスコーラは元アメリカ兵のダニエル・J・ヒルと出会った。また、任地で独立を求める白人へ銃を向けるのではなく除隊を選択し、ロンドンへと帰還した。ロンドンへと帰還したレスコーラはロンドン警視庁での職に就いたが、ロンドンでの生活になじめず、また戦いに興味を持ったためアメリカへと渡った。

### アメリカ軍
アメリカへと渡ったレスコーラは米軍に入隊可能となるまでニューヨークのブルックリン区に所在したYMCAのホステルに滞在した。この時期以降「Rick」と呼ばれるようになった。彼はフォート・ディックスで基礎訓練を受けた後、フォート・ベニングにおいて幹部候補生としての教育と空挺部隊としての訓練を受けた。修了後、第1騎兵師団第7騎兵連隊第2大隊の小隊長に任ぜられた。
レスコーラはベトナムへと送られ、ハル・ムーア中佐の指揮下に入り、イア・ドラン渓谷の戦いへと参戦した。ムーア中佐は1992年に共著者として著した著書「en:We Were Soldiers Once... And Young」においてレスコーラの写真を表紙に用いた上で、「レスコーラは私が見た中で最高の小隊長」であると評した。レスコーラの部下はレスコーラのことをその勇敢さから「Hard Core」と呼び、ユーモアセンスや思いやりの心があったことから、部下はレスコーラを尊敬していた:212。レスコーラ自身は冗談で、自らの部隊を「Hard Corps」と呼んでいた（corpsはcoreと同音）。
イア・ドラン渓谷の戦いで共に戦ったラリー・グウィンの著書「Baptism」においてもレスコーラについて触れられている。「Baptism」の第14章である「Rescorla's Game」では、彼のことが「コーンウォールの鷹（Cornish Hawk）」と表現されている。
こうした強面のイメージに反して、レスコーラの2番目の妻であり、のちに未亡人となったスーザン・レスコーラは著書「Touched by a Hero」の中において、レスコーラの価値観の「中心に近いところには」いつも音楽があった、と記している。例えば彼はベトナムで部隊を落ち着かせるために歌を歌い、アメリカ同時多発テロの際にも音楽を用いた。ベトナムに派遣されていた1965年において、レスコーラはワイルド・コロニアル・ボーイのオーストラリア版を歌唱したことが記録されている:80。
レスコーラはベトナム戦争において、シルバースター・ブロンズスターメダル（en:Oak leaf cluster）・パープルハート章・ギャラントリー・クロス (南ベトナム)といった勲章を授与された。
その後1967年に現役から退き、陸軍予備役の大佐へと昇進した後、1990年に退役した:393。2001年4月には歩兵の士官候補生学校において殿堂入りを果たし、フォート・ベニングでの式典に招待されていた。

## 除隊後

### 教育者
ベトナムでの戦闘後、レスコーラはGI法を活用して大学で学んだ。オクラホマ大学で学士（教養）を取得した後、同校の大学院で英語学修士を取得した。また、オクラホマ市立大学法科大学院において法務博士を取得した。その後サウスカロライナ州へと移り、サウスカロライナ大学において刑事司法について3年間教授し、教科書を出版した。

### 警備専門家
レスコーラは企業の警備の方が高給であったため、教員の職を辞した。1985年にニュージャージー州へと移住し、マンハッタン島のワールドトレードセンターに所在したディーン・ウィッター・レイノルズで職に就いた。

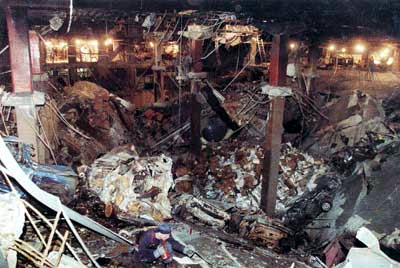
世界貿易センター爆破事件で爆破された地下駐車場。

1988年12月21日にスコットランドのロッカビーで発生したパンアメリカン航空103便爆破事件の後から、レスコーラはワールドトレードセンターに対する攻撃を考慮するようになった。北ローデシアで出会った友人であるダニエル・ヒルは対テロ訓練を受けていたことから、1990年にレスコーラは彼をワールドトレードセンターの安全性評価のために呼び寄せた。
レスコーラはヒルに対し「テロリストであったとしたらどこを攻撃したいか」を問うと、ヒルは「地下を見てみたい」と返した。2人は警備に咎められることなく地下駐車場へ行くと、ヒルは簡単に到達できる耐力柱を指し、「お人好しなことだ。私だったら爆薬を満載したトラックを走らせてきてここに置き、外に出て火を付ける。」と述べた。同年、2人は駐車場を所有するニューヨーク・ニュージャージー港湾公社に対して警備強化を求める報告書を提出した。しかし、有用であるとはされたものの費用の観点から却下された。1993年の世界貿易センター爆破事件においてテロリストは、2人が想定した場所から10m離れた場所に爆発物を設置した。
この事件の後、レスコーラはヒルをニューヨークに招き、ビルの安全性について分析するため彼をセキュリティコンサルタントとして雇用した。爆破事件の犯人は逮捕されていなかったものの、レスコーラはイスラム教徒のテロリストかイラクの工兵の大佐が事件を引き起こしたと分析した。アラビア語を流暢に話すことが出来たヒルは髭を伸ばし、ニュージャージーのいくつかのモスクで、夜明けの礼拝に参加した。彼は反米イスラム教徒になりすまし、他の礼拝参加者に対して話しかけを行った。その結果、ニューヨークかニュージャージーに所在するモスクの過激派導師によって事件が起こされたと結論付けた。その後、爆破事件の犯人として、ブルックリンに滞在していたイスラム過激派であるオマル・アブドッラフマーンの信奉者が逮捕された。
爆破事件の後レスコーラは信頼と権威を獲得し、モルガン・スタンレー内の文化に変化を与えた。レスコーラとヒルは爆破事件の後もテロリストの標的であり続けると考え、次の攻撃としてタワーの一つに飛行機が突入することを考えたため、モルガン・スタンレーがワールドトレードセンターから退去することを望んだ:Chapter 11。
1990年の警告が無視されたことから、レスコーラは救急隊に頼らない安全対策を試みた。サウスタワーの73階から彼のオフィスが存在した44階まで2人ずつ階段を用いて避難するという無通告の火災避難訓練を行った。これは業務の中断と考える上司との対立を生んだが、レスコーラは必要な訓練であると主張した。この火災避難訓練において動きの遅い従業員に対しては、ストップウォッチを用いて時間を意識させるようにした他、基本的な火災時の移動についてのレクチャーも行った。
1998年にワールドトレードセンターの44階で行われたインタビューにおいて、レスコーラは戦闘における経験から、アメリカの海外での軍事行動は報復を刺激しかねないと警告した。彼は「テロ組織は通常軍の部隊を拘束し、屈服させることが可能である。自分が信じる物に対して命を捧げる一人の人間が時と場所を選ぶだけであるから、どんな兵士も100%警戒することはできない。」と述べた。
1999年には、レスコーラとヒルはコロンバイン高校銃乱射事件における警察の対応について「子供たちが殺されているのに外で座っていた。加害者と被害者の間へと入るべきであった。卑屈な行為だ。」、もっと若かったら「コロラドまで飛んで行き、法律ができる前に終わらせることが出来た。」と批判的な評価を行った。

#### アメリカ同時多発テロ
2001年9月11日の朝8時46分、ハイジャックされたアメリカン航空11便はワールドトレードセンターのノースタワーへと突入した。レスコーラはこの突入をサウスタワーの44階にあった自らのオフィスの窓から爆発音とともに目撃した。同日の9時3分にサウスタワーへユナイテッド航空175便が突入する前、港湾公社からその場に留まるようにとアナウンスがあったが、レスコーラはこれを無視した。そして大声を出し、トランシーバーと携帯電話を手に取った上で、サウスタワーに滞在していた2700人のモルガン・スタンレー社員とワールドトレードセンター5に滞在していた1000人の人々に対して計画的な避難を行うことにした。レスコーラは報道を見つつビルに対して電話をかけ、「馬鹿な者どもが避難するなと言った」「私は彼らをここから脱出させる」と述べた。レスコーラはエレベーターから人々を離れさせた上で階段へと誘導し、落ち着くように呼び掛けた。
若い時のレスコーラはコーンウォールの歌を歌い部下の士気を高めたが、階段の踊り場でスコットランドの楽曲「ハーレックの男たち」を元にした替え歌を歌唱した。

Men of Cornwall stop your dreaming;

Can't you see their spearpoints gleaming?

See their warriors' pennants streaming

To this battlefield.
Men of Cornwall stand ye steady;

It cannot be ever said ye

for the battle were not ready;

Stand and never yield!
—リック・レスコーラ,

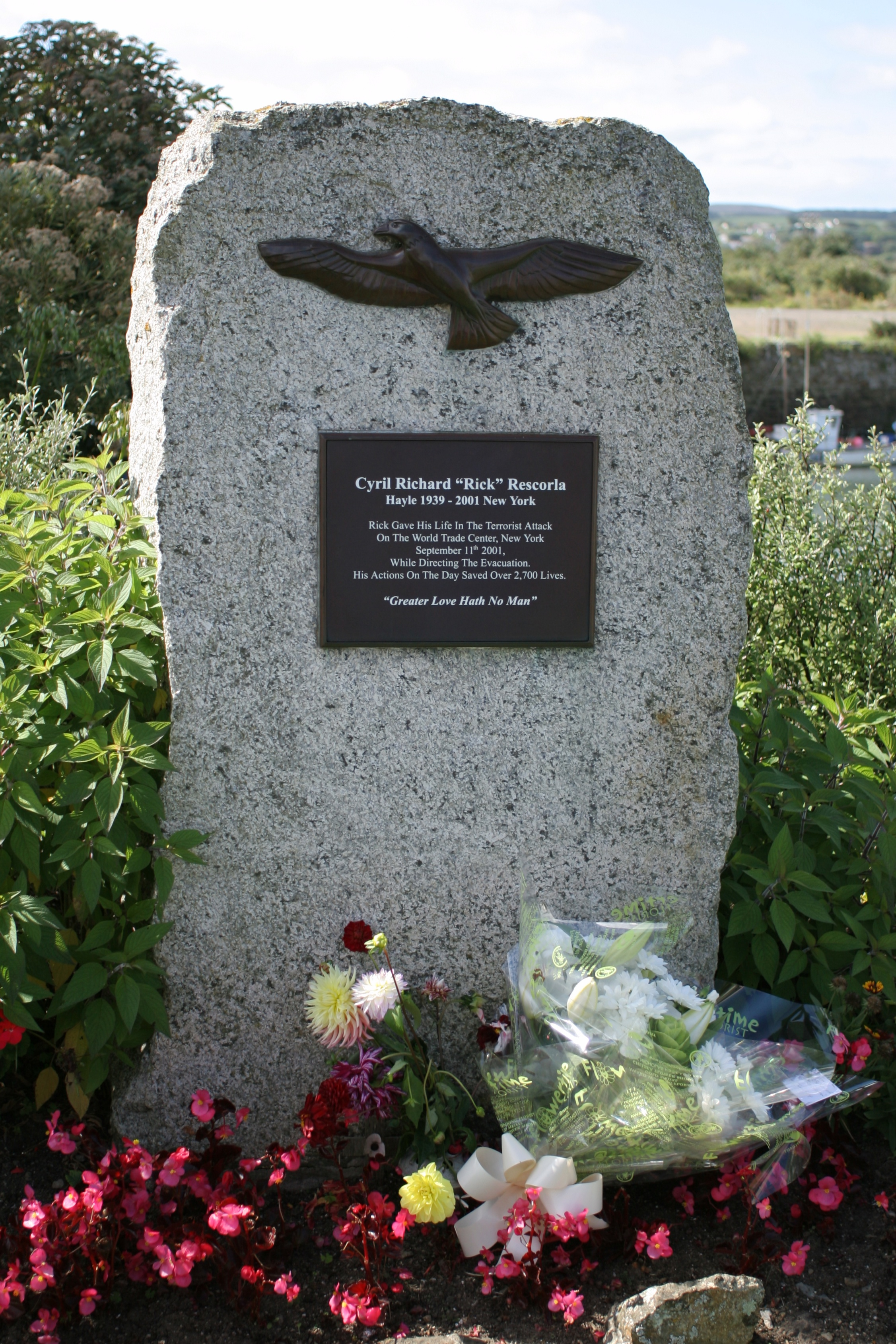
ヘイルに所在する彼の記念碑。

曲の合間に彼は妻へと電話を掛けた。「泣くのをやめてくれ。私はこの人たちを無事に助け出さなければならない。もし何かあっても、これほど幸せなことはない。君は私の人生を作ってくれた」と述べた。これに対し妻のスーザンは「あなたも私の人生を作ってくれた」と返し、そこで電話が切れた。モルガン・スタンレーの約2700人の従業員の避難がほぼ完了した後、レスコーラはタワー内へと戻った。同僚がレスコーラも避難するべきと指摘した際、自分は「他の全員が避難したことを確認したらすぐに」避難すると述べた:210。
彼は午前9時59分のサウスタワーの崩壊直前に、サウスタワーの10階で目撃された以降は行方不明となった。彼は3週間後に死亡宣告が行われた。モルガン・スタンレーの社員の中でアメリカ同時多発テロで亡くなったのは、副社長のウェスリー・マーサー、ホルヘ・バレスケス、警備員のゴドウィン・フォルド、そしてレスコーラを含む13人であった。検視官は犠牲者の遺骨を鑑定することで特定を続けているものの、2021年9月現在ではレスコーラの遺骨と判定されているものは見つかっていない。

## 私生活
レスコーラの最初の妻であったベッツィーは、レスコーラがオクラホマ大学の学生であった時に知り合い、1972年にダラスにおいて結婚した。1976年にサウスカロライナ州で第一子が、1978年にシカゴで第二子が生まれた。その後先述の通りニュージャージーへと移り住み、子供が大きくなるのを待ってから離婚した。
1994年、レスコーラは前立腺癌の診断を受けたことから前立腺を摘出した。予後は良好であったものの1998年には骨髄に転移した。そのため、毎月胃に注射を行い、痛みと身体のむくみが発生するという副作用もある治療を受けていた。この治療の中には、中国医学や瞑想の考え方も取り入れられていた。
1998年に2番目の妻となるスーザン・グリア（Susan Greer）と、ニュージャージー州モリスタウンで朝のジョギング中に知り合った。彼女はフェアリーディキンソン大学の学部長補佐を務めており、二度の離婚歴と三人の子供を持っていた。レスコーラはベッツィーと離婚した後も子供たちの近くに住むためにモリスタウンに居住していた。靴を履く人々が少なかった北ローデシアでの勤務経験があるレスコーラは裸足でジョギングを行っており、彼女は興味本位でこれを取り入れたのが声をかけた理由であった。またレスコーラは「Mkubwa Junction」という北ローデシアと彼の勤務時代をモデルとした戯曲を書いていると彼女に教えた。
二人は同年10月にモリスタウンの同じ家へと引っ越し、1999年2月20日にフロリダ州セントオーガスティンで結婚式を挙げた。この地はリスコーラの友人であるヒルが長年居住している場所であり、ヒルは人生で二回目の、レスコーラのベストマンを務めた。セントオーガスティンを選んだ理由の一つとしてレスコーラの故郷であるコーンウォールを思い出すという理由もあった。その後2000年5月にはヘイルに滞在し、この頃の彼は自分自身の癌について前向きに考えていた
。
レスコーラはニューアークのポルトガル人コミュニティの料理と文化を好み、アラビア語とポルトガル語を学んでいた。また西部についても関心を持っており、インディアン文化のスピリチュアルな側面を体験することにも興味があった。スーザンとはヨガや社交ダンスに参加したり、イタリア語を学ぶといった関係であった。
レスコルラには、妻のスーザン、2人の子供、スーザンの3人の連れ子がいた。レスコーラは生前、火葬した上で遺灰を故郷のヘイルへと撒くことを希望していた。また、アメリカの自由とインディアンの神秘主義の両方の象徴としての鷲を崇拝していたため、遺産を鷲のための基金へと寄付するようにスーザンへ依頼していた。

## 記念

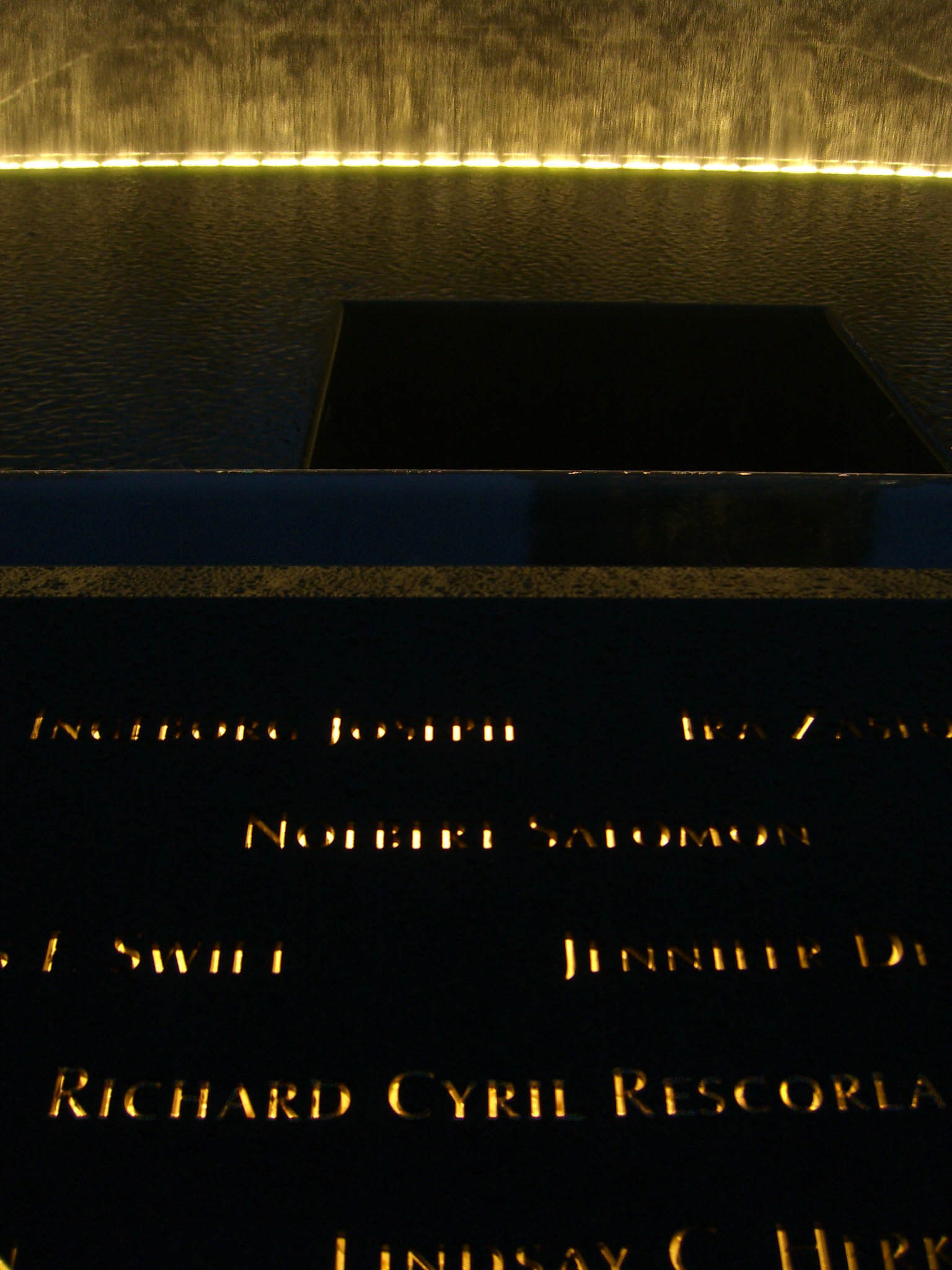
レスコーラの名前が刻まれているナショナル・セプテンバー11メモリアル&ミュージアムのメモリアル。

レスコーラは戦争の英雄として描かれることに抵抗があった。en:We Were Soldiers Once... And Young」にはかつての上官であったハロルド・ムーアのインタビューが掲載されていたものの、自分の写真が表紙に使われていることを理由として読まなかった。またその本が「ワンス・アンド・フォーエバー」として映画化されることを知らされた際には、スーザンに対して生還した者を英雄として扱うのに疑問があるとし、「本当の英雄は死んだ」とコメントした。
それにも関わらず、アメリカ同時多発テロでの彼の行動はニュースで全国的に取り上げられることとなった。2001年10月28日のワシントンポストには、「壮絶な死、ツインタワーの瓦礫から野生の花のように芽吹いた感動のヒーロー物語の一つ」として、彼の詳細な人生が掲載された。

## メディアでの扱い
- James Bennett Stewartによる伝記「Heart of a Soldier」[6]。
- ヒストリーチャンネルなどによる2005年の番組「The Man Who Predicted 9/11」[26]。
- Amanda Ripleyによる2008年の書籍「The Unthinkable: Who Survives When Disaster Strikes—and Why」[22]。
- サンフランシスコ・オペラによる2011年のオペラ「Heart of a Soldier」[27]。